# 小行星7877
小行星7877（英語：7877）是一颗围绕太阳公转的小行星。1992年1月10日，川里信弘在上野原市发现了此天体。
这颗小行星的绝对星等为159.91449等。